# 8453-as mellékút (Magyarország)
A 8453-as számú mellékút egy rövid, alig több mint 2,5 kilométer hosszú, négy számjegyű országos közút Vas vármegye területén; Tokorcs és Kemenesmihályfa községek összekapcsolását szolgálja.

## Nyomvonala
Tokorcs központjában ágazik ki a 834-es főútból, annak 30+130-as kilométerszelvényénél, északnyugat felé, Erzsébet utca néven. Mintegy 400 méter megtételét követően után északkeletnek fordul, kevéssel ezután kilép a belterületről, és majdnem pontosan egy kilométer után el is hagyja a községet. Onnantól Kemenesmihályfa területén folytatódik; hamarosan elhalad a tokorcsi repülőtér mellett, 1,6 kilométer után pedig keresztezi a Székesfehérvár–Szombathely-vasútvonal vágányait, Kemenesmihályfa megállóhely nyugati széle mellett. A síneket elhagyva már a falu házai között halad, előbb még önálló települési név nélkül, majd Szabadság utca néven, utolsó szakaszán pedig a Hunyadi János utca nevet viselve. Így ér véget, beletorkollva a 8452-es útba, annak a 3+200-as kilométerszelvénye közelében.
Teljes hossza, az országos közutak térképes nyilvántartását szolgáló kira.gov.hu adatbázisa szerint 2,588 kilométer.

## Települések az út mentén
- Tokorcs
- Kemenesmihályfa